# Claude Papi
Claude Papi (Porto-Vecchio, 1949. április 16. – Porto-Vecchio, 1983. január 28.) válogatott francia labdarúgó, középpályás.

## Pályafutása

### Klubcsapatban
1968 és 1982 között az Bastia labdarúgója volt. Egész pályafutása alatt csak ebben a csapatban játszott. Az 1967–68-as idényben tagja volt a másodosztályú bajnokságot megnyerő csapatnak. 1972-ben francia kupa döntős, 1981-ben győztes az együttessel, de az utóbbi kiírásban mérkőzésen nem szerepelt. Tagja volt a Bastia legnagyobb nemzetközi sikerének, amikor 1977–78-ban az UEFA-kupa döntőjéig jutott a csapattal.
1983. január 28-án egy megrepedt aneurizma következtében 33 évesen váratlanul elhunyt.

### A válogatottban
1973 és 1978 között három alkalommal szerepelt a francia válogatottban. Részt vett az 1978-as argentínai világbajnokságon.

## Sikerei, díjai
Bastia
- Francia bajnokság (másodosztály, Ligue 2)
  - bajnok: 1967–68
- Francia kupa (Coupe de France)
  - győztes: 1981
  - döntős: 1972
- Francia szuperkupa (Trophée des champions)
  - győztes: 1972
- UEFA-kupa
  - döntős: 1977–78